# 翁巷
翁巷是一座中国传统村落，位于中国江苏省苏州市吴中区东山镇东北部莫厘村，莫厘峰东南与太湖之间。翁巷与鹅潭头、汤家场、金家河4个自然村连成一片，面积37.7公顷，人口1017人。
翁巷村落创建于南宋。明代以来，翁、席、刘、严四大家族作为著名的“洞庭商帮”成员经商致富之后，回乡大兴土木、购地筑宅建园。现在翁巷是保护完好的明清古村，保存有71.8万平方米的明清古建筑，村内拥有全国重点文物保护单位凝德堂、江苏省文物保护单位瑞蔼堂、苏州市文物保护单位松风馆、修德堂、尊德堂、启园4处，以及苏州市控制保护建筑同德堂、务本堂、乐志堂、容春堂、古香堂、景德堂、容德堂7处。
2013年8月26日，翁巷公布为第二批中国传统村落。